# Ecaterina Guica
Ecaterina Guica, född 9 oktober 1993, är en kanadensisk judoutövare.
Guica tävlade för Polen vid olympiska sommarspelen 2016 i Rio de Janeiro. Hon blev utslagen i den andra omgången i halv lättvikt mot Natalia Kuziutina.
Vid olympiska sommarspelen 2020 i Tokyo blev Guica utslagen i den första omgången i halv lättvikt mot Charline van Snick.